# Margit Fleckenstein
Margit Fleckenstein (* 25. November 1940 in Mannheim) ist eine deutsche Rechtsanwältin und vereidigte Buchprüferin. Sie war von 1996 bis Oktober 2014 Präsidentin der Landessynode der Evangelischen Landeskirche in Baden.

## Leben und Wirken
Margit Fleckenstein verbrachte ihre Jugendzeit in Mannheim, wo sie auch ein humanistisches Gymnasium besuchte. Nach dem Studium in Heidelberg, Referendarzeit und wissenschaftlicher Tätigkeit ab 1964 am Lehrstuhl für Zivil- und Arbeitsrecht an der Universität Mannheim legte sie 1968 das zweite Staatsexamen ab. Im selben Jahr gründete sie als Rechtsanwältin eine Kanzlei in Ludwigshafen am Rhein mit den Schwerpunkten Zivil- und Wirtschaftsrecht.
Margit Fleckenstein ist Vorsitzende des Prüfungsausschusses der Rechtsanwaltskammer Zweibrücken sowie in der Ausbildung von Rechtsanwaltsfachangestellten tätig.
Im Oktober 1996 wurde sie als erste Frau an die Spitze der evangelischen Landessynode in Baden gewählt und 2008 mit 92 % der Stimmen für eine zweite Amtszeit bis 2014 bestätigt. Sie war darüber hinaus Mitglied der EKD-Synode und von 1997 bis 2009 Mitglied des Rates der Evangelischen Kirche in Deutschland.

## Ehrungen
- Bundesverdienstkreuz 1998
- Justizrätin des Landes Rheinland-Pfalz 2004
- Verdienstmedaille des Landes Baden-Württemberg 2009
- „Unionsmedaille in Gold“ der Evangelischen Landeskirche in Baden 2014[4]